# Mount Virginia
Mount Virginia är ett berg i Antarktis. Det ligger i Västantarktis. Chile gör anspråk på området. Toppen på Mount Virginia är 811 meter över havet.
Terrängen runt Mount Virginia är kuperad åt sydväst, men åt nordost är den platt. Terrängen runt Virginia sluttar norrut. Trakten är obefolkad. Det finns inga samhällen i närheten.